# آيت نص لوطا (تابية)
آيت نص لوطا هي إحدى مشيخات المملكة المغربية، تتبع جغرافيا لإقليم أزيلال وإداريًا لتابية. يقدر عدد سكانها بـ 4795 نسمة حسب الإحصاء الرسمي للسكان والسكنى لسنة 2004.